# 3. ŽNL Vukovarsko-srijemska NS Vinkovci 2016./17.

## Tablica
| Mj. | Klub                       | Sus. | Pobj. | Ner. | Por. | GR.   | Bod. |
| --- | -------------------------- | ---- | ----- | ---- | ---- | ----- | ---- |
| 1.  | NK Obilić Ostrovo          | 14   | 9     | 2    | 3    | 40:17 | 29   |
| 2.  | NK Borac Banovci           | 14   | 7     | 2    | 5    | 36:27 | 23   |
| 3.  | NK Sremac Markušica        | 14   | 6     | 5    | 3    | 23:22 | 23   |
| 4.  | NK Podgrađe                | 14   | 5     | 4    | 5    | 27:27 | 19   |
| 5.  | NK Čelik Gaboš             | 14   | 6     | 0    | 8    | 34:34 | 18   |
| 6.  | NK Hajduk Mirko Mirkovci   | 14   | 3     | 7    | 4    | 26:27 | 16   |
| 7.  | NK Polet Donje Novo Selo   | 14   | 4     | 3    | 7    | 19:38 | 15   |
| 8.  | NK Hrvatski Sokol Mirkovci | 14   | 3     | 3    | 8    | 25:38 | 12   |

## Rezultati
| NK Obilić Ostrovo - NK Sremac Markušica 1:3 NK Hrvatski Sokol Mirkovci - NK Podgrađe 2:0 NK Hajduk Mirko Mirkovci - NK Polet Donje Novo Selo 3:3 NK Borac Banovci - NK Čelik Gaboš 6:2 | NK Sremac Markušica - NK Čelik Gaboš 4:2 NK Polet Donje Novo Selo - NK Borac Banovci 1:4 NK Podgrađe - NK Hajduk Mirko Mirkovci 2:2 NK Obilić Ostrovo - NK Hrvatski Sokol Mirkovci 3:1 | NK Hrvatski Sokol Mirkovci - NK Sremac Markušica 4:1 NK Hajduk Mirko Mirkovci - NK Obilić Ostrovo 0:5 NK Borac Banovci - NK Podgrađe 3:1 NK Čelik Gaboš - NK Polet Donje Novo Selo 8:1 |
| NK Sremac Markušica - NK Polet Donje Novo Selo 1:1 NK Podgrađe - NK Čelik Gaboš 4:1 NK Obilić Ostrovo - NK Borac Banovci 2:2 NK Hrvatski Sokol Mirkovci - NK Hajduk Mirko Mirkovci 3:3 | NK Hajduk Mirko Mirkovci - NK Sremac Markušica 2:2 NK Borac Banovci - NK Hrvatski Sokol Mirkovci 6:0 NK Čelik Gaboš - NK Obilić Ostrovo 1:2 NK Polet Donje Novo Selo - NK Podgrađe 1:2 | NK Sremac Markušica - NK Podgrađe 2:2 NK Obilić Ostrovo - NK Polet Donje Novo Selo 6:0 NK Hrvatski Sokol Mirkovci - NK Čelik Gaboš 3:4 NK Hajduk Mirko Mirkovci - NK Borac Banovci 1:1 |
| NK Borac Banovci - NK Sremac Markušica 3:1 NK Čelik Gaboš - NK Hajduk Mirko Mirkovci 1:0 NK Polet Donje Novo Selo - NK Hrvatski Sokol Mirkovci 3:1 NK Podgrađe - NK Obilić Ostrovo 3:2 | NK Sremac Markušica - NK Obilić Ostrovo 1:0 NK Podgrađe - NK Hrvatski Sokol Mirkovci 4:0 NK Polet Donje Novo Selo - NK Hajduk Mirko Mirkovci 0:3 NK Čelik Gaboš - NK Borac Banovci 5:1 | NK Čelik Gaboš - NK Sremac Markušica 3:1 NK Borac Banovci - NK Polet Donje Novo Selo 1:3 NK Hajduk Mirko Mirkovci - NK Podgrađe 3:1 NK Hrvatski Sokol Mirkovci - NK Obilić Ostrovo 1:4 |
| NK Sremac Markušica - NK Hrvatski Sokol Mirkovci 2:1 NK Obilić Ostrovo - NK Hajduk Mirko Mirkovci 3:0 NK Podgrađe - NK Borac Banovci 3:2 NK Polet Donje Novo Selo - NK Čelik Gaboš 3:2 | NK Polet Donje Novo Selo - NK Sremac Markušica 0:1 NK Čelik Gaboš - NK Podgrađe 3:0 NK Borac Banovci - NK Obilić Ostrovo 1:3 NK Hajduk Mirko Mirkovci - NK Hrvatski Sokol Mirkovci 2:2 | NK Sremac Markušica - NK Hajduk Mirko Mirkovci 1:1 NK Hrvatski Sokol Mirkovci - NK Borac Banovci 2:3 NK Obilić Ostrovo - NK Čelik Gaboš 1:0 NK Podgrađe - NK Polet Donje Novo Selo 0:1 |
| NK Podgrađe - NK Sremac Markušica 2:2 NK Polet Donje Novo Selo - NK Obilić Ostrovo 1:5 NK Čelik Gaboš - NK Hrvatski Sokol Mirkovci 2:4 NK Borac Banovci - NK Hajduk Mirko Mirkovci 3:2 | NK Sremac Markušica - NK Borac Banovci 1:0 NK Hajduk Mirko Mirkovci - NK Čelik Gaboš 4:0 NK Hrvatski Sokol Mirkovci - NK Polet Donje Novo Selo 1:1 NK Obilić Ostrovo - NK Podgrađe 3:3 | |